# Mirlović Polje
Mirlović Polje falu Horvátországban Šibenik-Knin megyében. Közigazgatásilag Ružićhoz tartozik.

## Fekvése
Knintől légvonalban 27, közúton 34 km-re délkeletre, községközpontjától 6 km-re délkeletre Dalmácia középső részén, a Svilaje-hegység meredek oldalában, a Čikola forrása felett fekszik.

## Története
A közeli Balina glavicán a Petrovo-mező délkeleti szegélyén feküdt a római korban Magnum városa. Helyén a dalmátok egy korábbi települését is feltételezik, melyet a történeti források Sinodiumnak neveznek és amelyet i. e. 34-ben Octavianus hadai leromboltak. Magnum ezután római városként fejlődött az Aquileia – Dyrrachium kereskedelmi út mentén. A város territóriuma valószínűleg magában foglalta a mai Petrovo-mező területét. Magnum a municipiumi rangot legkésőbb a 2. század első felében elnyerte, ezt a korabeli feljegyzések is megerősítik. A város a vizet nagy valószínűséggel a Čikola forrásától, Mirlović poljéról kapta. Az akvadukt maradványai még a 19. század végén is látszottak. Magnum utolsó említése 533-ban a második salonai zsinaton a ludrumi püspökség alapítása alkalmával történt.
Mirlović Polje területét környező településekkel együtt 1522-ben szállta meg a török és csak a 17. század végén szabadították fel a velencei seregek. A török uralom idején területe a Klisszai szandzsák része volt. 1797-ben a Velencei Köztársaság megszűnésével a Habsburg Birodalom része lett. 1806-ban Napóleon csapatai foglalták el és 1813-ig francia uralom alatt állt. Napóleon bukása után ismét Habsburg uralom következett, mely az első világháború végéig tartott. A falunak 1857-ben 508, 1910-ben 812 lakosa volt. Az első világháború után rövid ideig az Olasz Királyság, ezután a Szerb-Horvát-Szlovén Királyság, majd Jugoszlávia része lett. 1991-ben lakosságának 59 százaléka horvát, 39 százaléka szerb nemzetiségű volt. A délszláv háború során a szerb csapatok a település legnagyobb részét megszállták, csak egy kis része maradt végig horvát kézen. A megszállt részeken minden horvátot elűztek, házaikat lerombolták. A horvát hadsereg 1995 augusztusában a Vihar hadművelet során foglalta vissza a települést. 2011-ben 170 lakosa volt, akik mezőgazdasággal, állattartással foglalkoztak.

## Lakosság
| Lakosság változása | Lakosság változása | Lakosság változása | Lakosság változása | Lakosság változása | Lakosság változása | Lakosság változása | Lakosság változása | Lakosság változása | Lakosság változása | Lakosság változása | Lakosság változása | Lakosság változása | Lakosság változása | Lakosság változása | Lakosság változása |
| ------------------ | ------------------ | ------------------ | ------------------ | ------------------ | ------------------ | ------------------ | ------------------ | ------------------ | ------------------ | ------------------ | ------------------ | ------------------ | ------------------ | ------------------ | ------------------ |
| 1857               | 1869               | 1880               | 1890               | 1900               | 1910               | 1921               | 1931               | 1948               | 1953               | 1961               | 1971               | 1981               | 1991               | 2001               | 2011               |
| 508                | 504                | 544                | 597                | 713                | 812                | 775                | 794                | 859                | 872                | 877                | 791                | 691                | 477                | 186                | 170                |

## Nevezetességei
A falu területén több forrás található, közülük a legjelentősebb a Čikola folyó forrása. Említésre méltó források még a Mala Kanjavača, a Velika Kanjavača és a Đurovac.